# Canon EOS-1V
Le Canon EOS-1V est un appareil photographique argentique, de type reflex mono-objectif au format 35 mm, commercialisé par Canon entre 2000 et 2018. Son lancement précède de peu l'arrivée sur le marché du premier reflex numérique professionnel intégralement développé par Canon, l'EOS-1D. Le Canon EOS-1V est le dernier boitier reflex argentique conçu, fabriqué et commercialisé par Canon. Sa production s'arrête en 2010, mais Canon continue à écouler les stocks et à le commercialiser jusqu'en 2018.

## Caractéristiques
Succédant à l'EOS-1N, il est destiné à un usage professionnel. Il dispose à cet effet d'un boitier en alliage de magnésium tropicalisé. 
En 2003, il est commercialisé au prix de 2 900 euros, en kit avec le Booster PB-E2.  

## Accessoires
- Power Drive Booster PB-E2  : poignée motorisée, équipée de 8 piles AA ou d'une batterie NP-E2, permettant de porter la fréquence de prise de vue en rafale de 3,5 à 10 images par seconde.
- Battery Pack BP-E1 : poignée non-motorisée (pas d'augmentation de la fréquence de prise de vue en rafale) permettant d'augmenter l'autonomie du boitier, au moyen de quatre piles AA s'ajoutant à la pile 2CR5 déjà présente dans la poignée latérale.
- Câble de liaison permettant de transférer les données de prise de vue sur un ordinateur, via un port USB.
- Date Back DB-E2 : dos dateur permettant de paramétrer la date à imprimer sur la pellicule au moment de la prise de vue.
- Œilletons et systèmes de visée.
- Flashs.